# 자니 이거
자니 이거(Johnny Eager)는 미국에서 제작된 머빈 르로이 감독의 1941년 범죄, 느와르 영화이다. 로버트 테일러 등이 주연으로 출연하였고 존 W. 콘시딘 주니어 등이 제작에 참여하였다.

## 출연

### 주연
- 로버트 테일러
- 라나 터너

### 조연
- 에드워드 아놀드
- 밴 헤플린
- 로버트 스털링
- 패트리시아 데인
- 글렌다 패럴
- 헨리 오닐
- 다이아나 루이스
- 베리 넬슨
- 찰스 딘글
- 폴 스튜어트
- 사이 켄들
- 돈 코스텔로
- 루 루빈
- 코니 길크리스트
- 로빈 레이몬드
- 바이런 쇼어즈

## 제작진
- 의상: 로버트 칼로크